# Zaz Traz
Zaz Traz foi o título de uma revista histórias em quadrinhos (banda desenhada, em Portugal) infantil lançada em 1960, pela Editora Continental, entre os títulos publicados estão as séries do quadrinista, e empresário, Mauricio de Sousa. A revista durou apenas 7 edições, e, atualmente, estão praticamente extintas, pois, como foram publicadas logo depois de Mauricio estrear suas tiras na Folha de S.Paulo, em 18 de julho de 1959.
Além da raridade, esta revista de grande importância para a carreira de Mauricio de Sousa, ficou reconhecível por ter sido a partir dela que os personagens Franjinha, Bidu e Cebolinha se popularizaram e, posteriormente, receberam sua revista solo anos antes de se tornarem membros da Turma da Mônica.
Em 2015, a Panini Comics lançou uma edição encadernada com as histórias publicadas nas revistas Zaz Traz e Bidu.